# Ignacio Egaña
Cesáreo Ignacio Egaña y Lizarralde (Vergara, 25 de febrero de 1815-Vitoria, 5 de abril de 1868) fue un impresor español, afincado en Vitoria.

## Imprenta Egaña
La imprenta Egaña estuvo presente en Vitoria buena parte del siglo  XIX,  primero  como  Egaña  y  Compañía  (1839-1846),  después  como  Ignacio  Egaña  (1846-1868)  y  finalmente  como  Viuda  de  Egaña  e  Hijos  (1868-1877)  y  Viuda  de  Egaña  e  Hijo  (1878-1881).  Ignacio  Egaña  fue  un  importante  impresor,  litógrafo,  encuadernador  y  comerciante  de  libros,  además  de  publicar  un  gran  número  de  textos  descubrió  en  1841  una  cantera  de  piedra  litográfica  en  Oquina  (Guipúzcoa)  que se consideró mejor “que las de Múnich” o al menos de la misma calidad.

## Trayectoria
La suya era la principal imprenta vitoriana y con ella competían otras de Vitoria, que era entonces la capital intelectual del País Vasco. Egaña intentó restablecer la Sociedad Bascongada de los Amigos del País, de cuyo espíritu era continuador. Entre las obras salidas de su imprenta, figura un "Vía Crucis" compuesto por D. Ramón Echezarreta en el año 1864.
Durante los veintidós años en que Ignacio Egaña figuró al frente de la taller, por sus manos pasaron buena parte de los textos de los prohombres vitorianos de la política, la religión y la cultura de mediados del siglo XIX, pero sobre todo los de Ramón Ortiz de Zárate, que entregó a Egaña, casi en exclusiva, la práctica totalidad de sus escritos: los dos volúmenes del Análisis histórico-crítico de la Legislación española (1844), reeditados en 1845-46, Jamás los romanos conquistaron completamente a los vascongados (1848), etc., e incluso el periódico cultural El Lirio, dirigido por el propio Ortiz de Zárate (1845), y el periódico de corta vida El Fuerista, en los años 1867-68, también fundado por él.